# Yasuharu Takanashi
Yasuharu Takanashi (高梨 康治?, Takahashi Yasuharu; Tokyo, 13 aprile 1963) è un compositore giapponese.
È famoso principalmente per le colonne sonore composte per l'anime Naruto Shippuden e diverse serie e film della saga di Pretty Cure.

## Biografia
All'età di 18 anni inizia lo studio del pianoforte per poi lavorare come tastierista per il gruppo musicale Hellen. Nel 1993 forma il gruppo Planet Earth con il quale pubblica un album nello stesso anno.
Alla fine degli anni '90 entra a far parte del Musashi Project, un gruppo rock che adopera anche strumenti tradizionali della cultura giapponese. Nel 2002, insieme a Musashi e Toshio Masuda, debutta come compositore nella serie anime Naruto.
Takanashi ha ricevuto cinque volte il premio JASRAC International Award per la colonna sonora composta per la serie Naruto Shippuden.

## Colonne sonore di anime

### Serie televisive
- Beyblade G-Revolution (2003)
- Gantz (2004)
- Ayakashi: Japanese Classic Horror (2006)
- Naruto Shippuden (2007)
- Fairy Tail (2009)
- Fresh Pretty Cure! (2009)
- Sorridi, piccola Anna (2009)
- Shi ki (2010)
- HeartCatch Pretty Cure! (2010)
- Beelzebub (2011)
- Suite Pretty Cure (2011)
- Oda Nobuna no Yabō (2012)
- Glitter Force (2012)
- Fantasista Doll (2013)
- Log Horizon (2013)
- Fairy Tail (2014)
- Log Horizon 2 (2014)
- Pretty Guardian Sailor Moon Crystal (2014)
- Caligula (2018)
- Kengan Ashura (2018)
- Munō na Nana (2020)
- Bakugan Battle Planet (2020)
- Record of Ragnarok (2021)
- Taishō Wotome Otogibanashi (2021)
- Tokyo Mew Mew New (2022)
- Isekai Farming - Vita contadina in un altro mondo[3](2023)
- Bastard!! (2022)
- Da campagnolo stagionato a gran maestro di spada  (2025)

### Film
- Naruto Shippuden - L'esercito fantasma (2007)
- Naruto Shippuden - Il maestro e il discepolo (2008)
- Eiga Pretty Cure All Stars DX - Minna tomodachi Kiseki no zenin daishūgō! (2009)
- Fresh Pretty Cure! - Le Pretty Cure nel Regno dei Giocattoli (2009)
- Naruto Shippuden - Eredi della Volontà del Fuoco (2009)
- Eiga Pretty Cure All Stars DX 2 - Kibō no hikari Rainbow Jewel wo mamore! (2010)
- Naruto Shippuden - Il film: La torre perduta (2010)
- HeartCatch Pretty Cure! - Un lupo mannaro a Parigi (2010)
- Eiga Pretty Cure All Stars DX 3 - Mirai ni todoke! Sekai wo tsunagu Niji-iro no hana (2011)
- Eiga Suite Pretty Cure - Torimodose! Kokoro ga tsunagu kiseki no melody (2011)
- Naruto - Il film: La prigione insanguinata (2011)
- Eiga Pretty Cure All Stars New Stage - Mirai no tomodachi (2012)
- Fairy Tail The Movie: Phoenix Priestess (2012)
- Eiga Smile Pretty Cure! - Ehon no naka wa minna chiguhagu! (2012)
- Naruto - La via dei ninja (2012)
- Eiga Pretty Cure All Stars New Stage 2 - Kokoro no tomodachi (2013)
- Eiga Pretty Cure All Stars New Stage 3 - Eien no tomodachi (2014)
- The Last: Naruto the Movie (2014)
- Eiga Pretty Cure All Stars - Haru no carnival (2015)

### OAV
- Carnival Phantasm (2011)
- Fate/Prototype (2011)
- Fairy Tail the Movie: Prologue - The First Morning (2013)

## Colonne sonore di live-action
- Chōseishin GranSazer (2003)

## Colonne sonore di giochi
- Gate of Nightmares (2021)